# Reino de Matamba

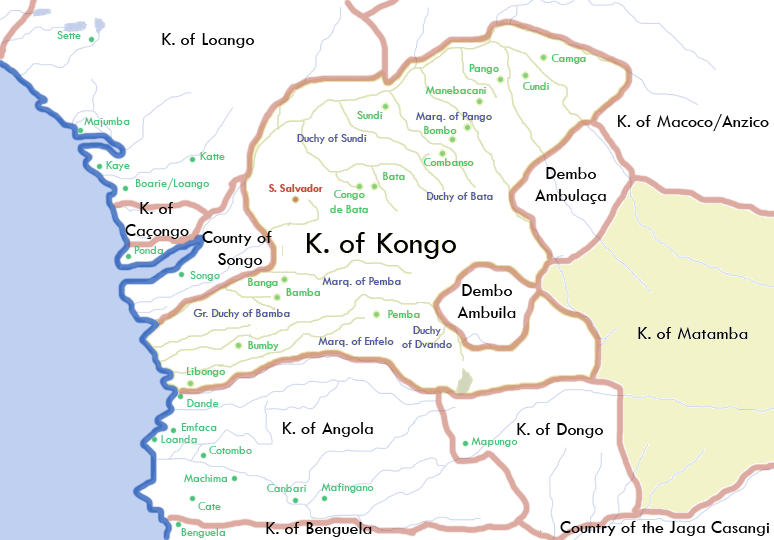
Situación del reino de Matamba con respecto al reino del Congo hacia 1711.

El reino de Matamba (1631-1744) fue un estado precolonial africano localizado en lo que actualmente es la región de la provincia de Malanje de la moderna Angola. Era un reino poderoso que resistió mucho tiempo las tentativas de colonización, siendo integrado en Angola a finales del siglo XIX.

## Orígenes
La primera mención documental del reino de Matamba es una referencia de un homenaje efectuado al rey del reino del Congo, entonces Afonso I del Congo, en 1530. Posteriormente, en 1535, Afonso mencionó el reino de Matamba como una de las regiones sobre las cuales gobernaba. No hay información sobre la historia del reino, y las modernas tradiciones orales sobre el reino, de momento, no añaden ningún dato relevante. No parece probable que el reino del Congo tuviera más que una presencia leve y simbólica en el reino de Matamba, y sus gobernantes fueron, probablemente, bastante independientes. El reino de Matamba, sin duda, tenía relaciones más estrechas con su vecino el reino de Ndongo.
A mediados del siglo XVI, el reino de Matamba era gobernado por una monarca desconocida, que recibió a los misioneros enviados por el rey Diogo I del Congo (1545-1561). Pese a ello, no existe ninguna evidencia de que el reino se convirtiera al cristianismo.
La llegada en 1575 de colonos portugueses a Luanda, bajo el mando de Paulo Dias de Novais, alteró la situación política, con los portugueses intentando intervenir en la administración del reino de Ndongo, lo que llevó a la guerra entre Ndongo y Portugal en 1579. El reino de Matamba desempeñó un pequeño papel en los inicios de la guerra, pero la amenaza de una victoria portuguesa incentivó al gobernante de Matamba (probablemente un rey llamado Kambolo Matamba) a intervenir, enviando un ejército para ayudar al reino de Ndongo contra los portugueses, y jugando un papel determinante en la derrota de los portugueses en la batalla de Lukala en 1590.

## Ataque portugués y conquista por Ndongo
En 1618 el gobernador de la colonia portuguesa de Angola, Luis Mendes de Vasconcelos, lanzó un ataque a gran escala contra el reino de Ndongo, haciendo uso de sus recién adquiridos aliados imbangala. Los grupos imbangala aliados de Portugal eran soldados mercenarios del sur del río Cuanza. Durante los dos años siguientes, el hijo de Mendes de Vasconcelos, João, lideró la alianza de fuerzas luso-imbangalas, infligiendo grandes daños a Ndongo. En este periodo, el grupo imbangala de Kasanje desertó, llevando a cabo por su cuenta ataques contra el reino de Matamba.
Ndongo continuó sufriendo ataques de las fuerzas portuguesas, y en 1624 la reina Njinga Mbandi (también llamada Nzinga) subió al trono continuando la guerra. Njinga entró en Matamba y sus fuerzas derrotaron a las de la monarca de Matamba, la reina Mwongo Matamba, capturándola y haciéndola su prisionera. Hacia 1631, Njinga unificó ambos reinos, Ndongo y Matamba.